# Macaranga uxoris
Macaranga uxoris är en törelväxtart som beskrevs av Timothy Charles Whitmore. Macaranga uxoris ingår i släktet Macaranga och familjen törelväxter. Inga underarter finns listade i Catalogue of Life.